# Dosimeter
Dosimeter sind Messgeräte zur Messung der Strahlendosis – als Energiedosis oder Äquivalentdosis – im Rahmen des Strahlenschutzes. Im Gegensatz zum Dosisleistungsmessgerät, das die augenblickliche Dosisleistung, also die Strahlendosis pro Zeitspanne misst, summiert ein Dosimeter die Dosisleistung über die Zeit hinweg auf.
In Österreich kann die Bezeichnung nach der Begriffsklärung in den Eichvorschriften auch für ein Dosisleistungsmessgerät verwendet werden.
Dosimeter sind meist zum Tragen am Körper, unter Umständen an besonders der Strahlung ausgesetzten Körperteilen (Fingerringdosimeter) bestimmt und heißen dann Personendosimeter.

## Personendosimeter
- Füllhalterdosimeter oder auch Stabdosimeter (benannt nach der Gehäuseform und -größe)[2]: Die elektrische Ladung und damit die Spannung eines Kondensators (siehe Ionisationskammer) wird durch einfallende ionisierende Strahlung verringert. Die seit der Aufladung empfangene Dosis ist an der Stellung eines Fadens (Prinzip des Elektrometers) über einer Skala im Gerät jederzeit ablesbar. Die Anzeige kann durch Wiederaufladen gelöscht, d. h. auf Null zurückgestellt werden. Füllhalterdosimeter registrieren Röntgenstrahlung und Gammastrahlung sowie (mit Abstrichen, je nach Betastrahlen-Durchlässigkeit des Materials) auch Betastrahlung (Siehe auch Sievert-Kammer).
- Filmdosimeter: Ein in einer Plakette mit verschiedenen Filterfeldern (zur Spreizung des Empfindlichkeitsbereiches und zur Differenzierung nach harter und weicher Strahlung) befindlicher Film wird durch die Bestrahlung geschwärzt. Nach der Entwicklung kann durch Schwärzungsvergleich mit definiert bestrahlten Filmen die aufgenommene Dosis gemessen werden.
- Thermolumineszenzdosimeter (TLD): In geeigneten Kristallen erzeugt die Röntgen- oder Gammastrahlung mikroskopische Veränderungen, die bei der Auswertung (Erhitzen des Kristalls) sichtbares Licht abgeben. Aus der Lichtausbeute ergibt sich die Dosis.
- OSL-Dosimeter: Wie auch in der Thermoluminiszenzdosimetrie wird ein Teil der Energie der zu detektierenden Strahlung im Kristall deponiert. Die Auswertung erfolgt hier aber nicht durch Erhitzung des Kristalls, sondern durch Bestrahlung mit sichtbarem Licht.
- Digitale Dosimeter benutzen elektronische Sensoren und digitale Signalverarbeitung und zeigen die aktuelle aufgenommene Strahlendosis auf einem Digitaldisplay meist in µSv an. Manche Geräte können so eingestellt werden, dass sie bei Erreichen von bestimmten Strahlendosen einen Warnton als Alarmsignal abgeben (Alarmdosimeter oder Dosiswarngeräte).
- Kernspurdosimeter: Es werden die Spuren registriert, die primär oder sekundär durch Neutronen gestoßene Atomkerne  in Festkörpern (Glimmer, Polymere) hinterlassen (Ionenspur). Auswertung durch Kernspurätzung und nachfolgende mikroskopische Bildauswertung oder elektrischen Durchschlag. Auch Kernspur-Emulsionen sind gebräuchlich.

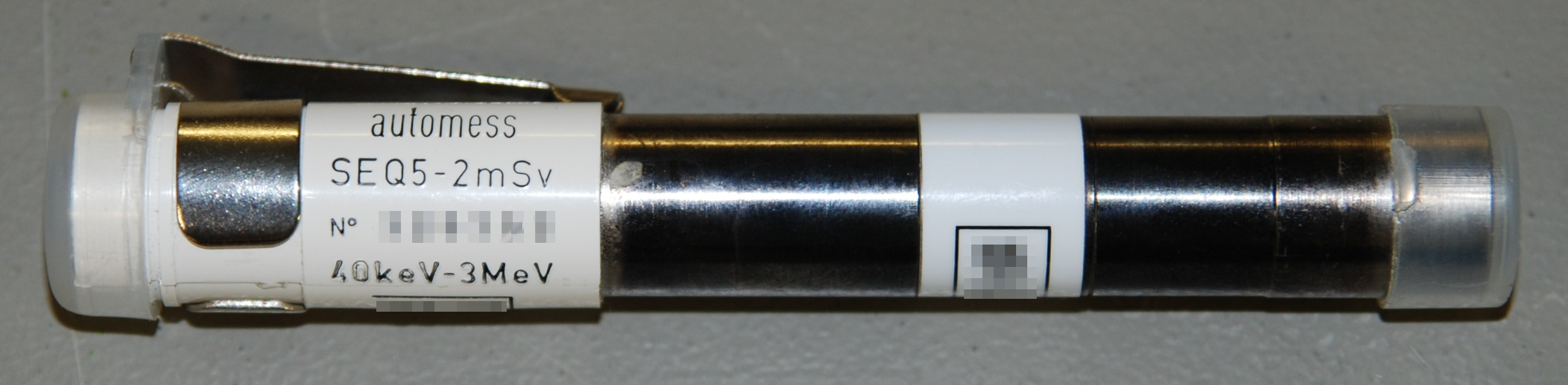
Taschendosimeter, sog. Füllhalterdosimeter oder Stabdosimeter
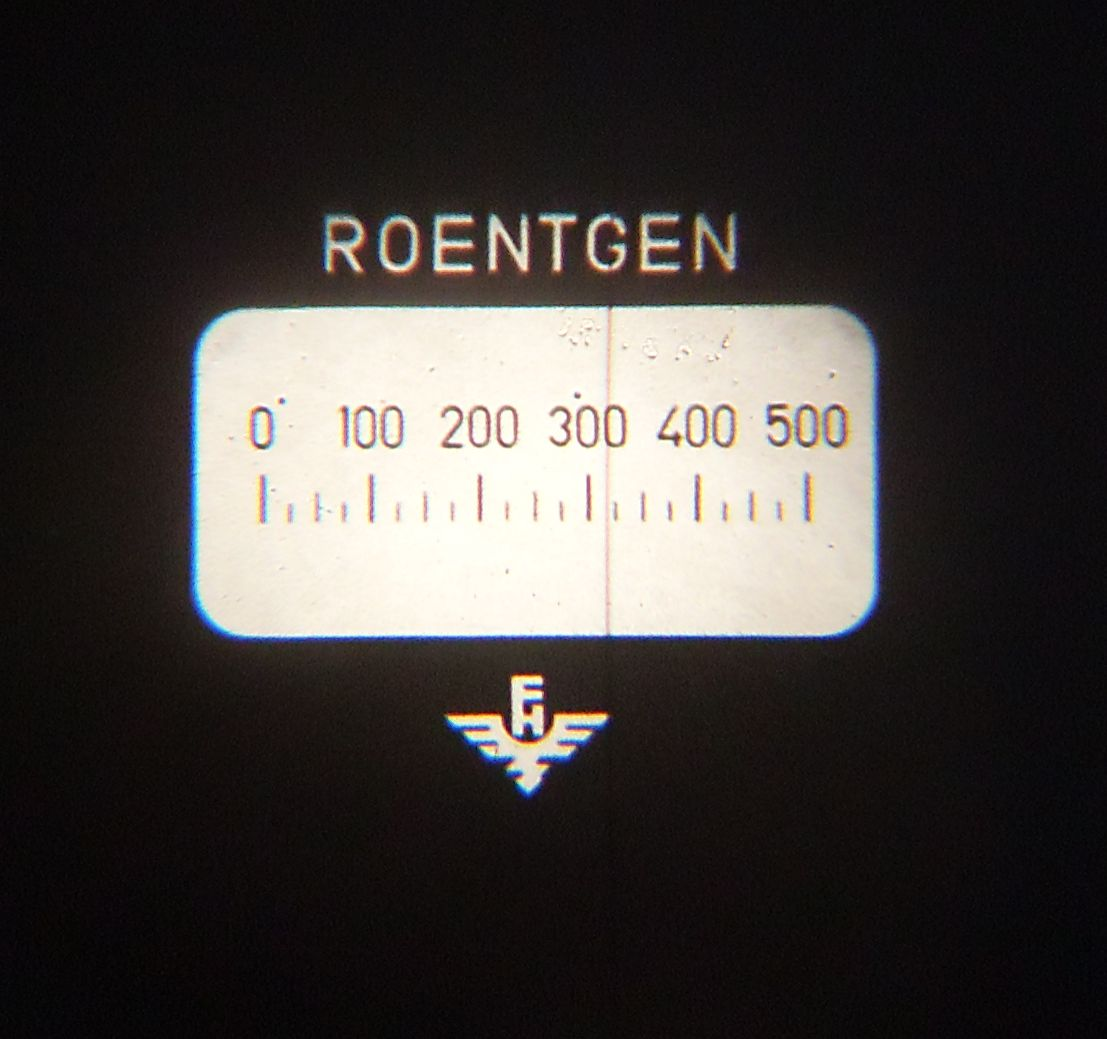
Blick in ein Taschendosimeter zur Dosisbestimmung, hier 320 Röntgen
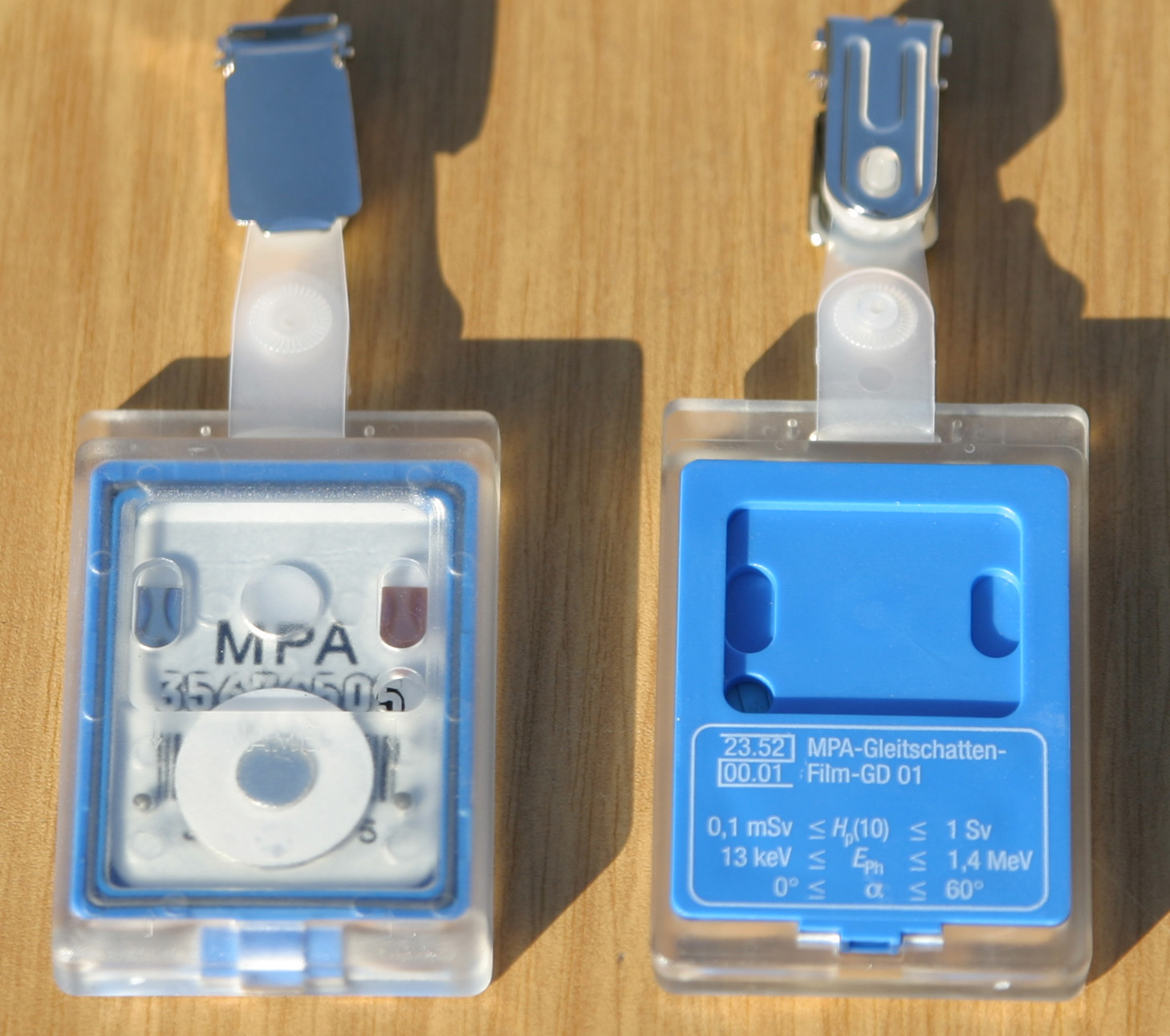
Filmdosimeter
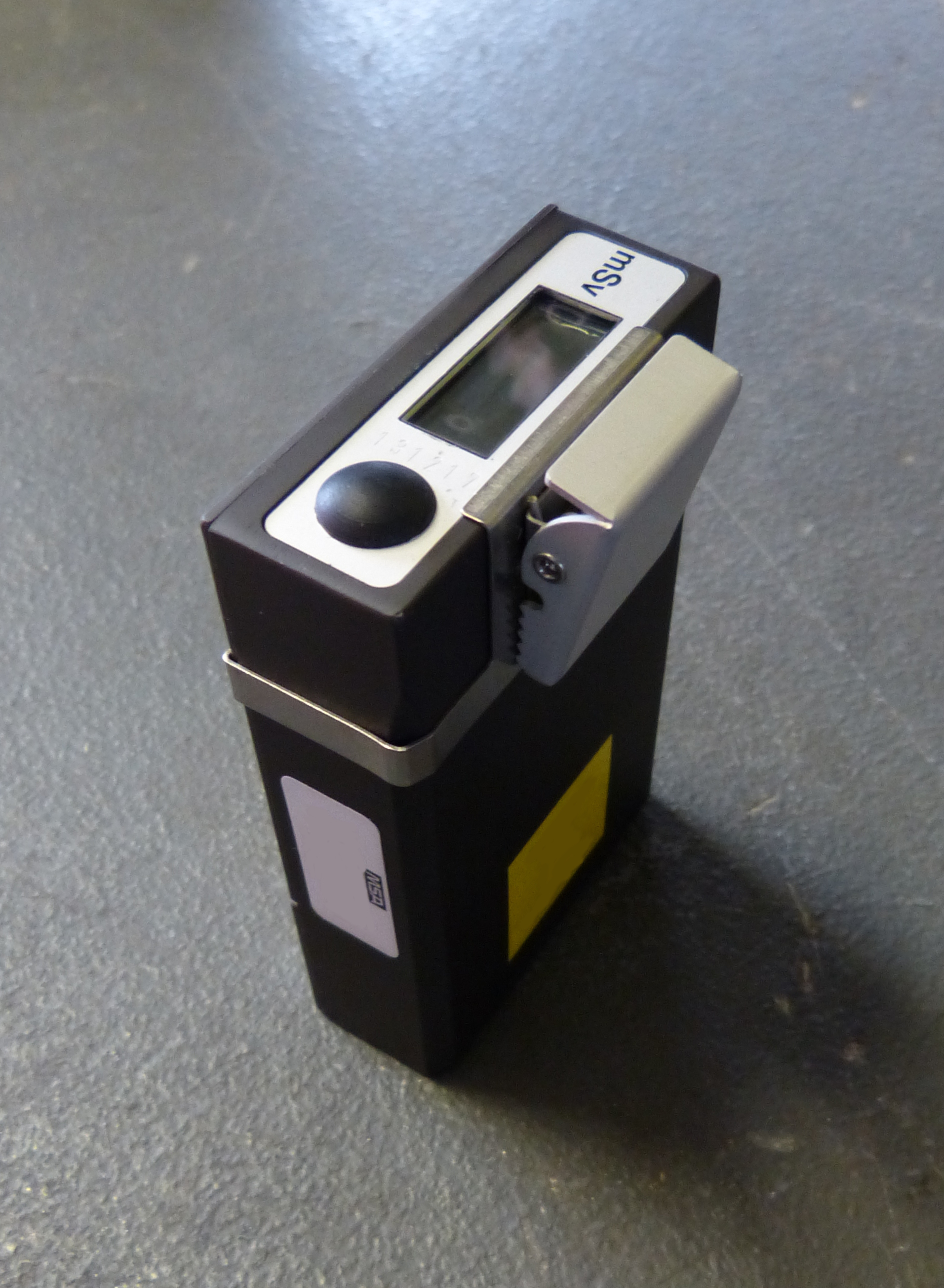
Dosiswarngerät
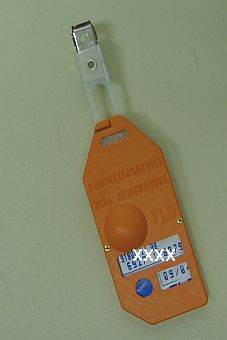
Thermolumineszenz-dosimeter
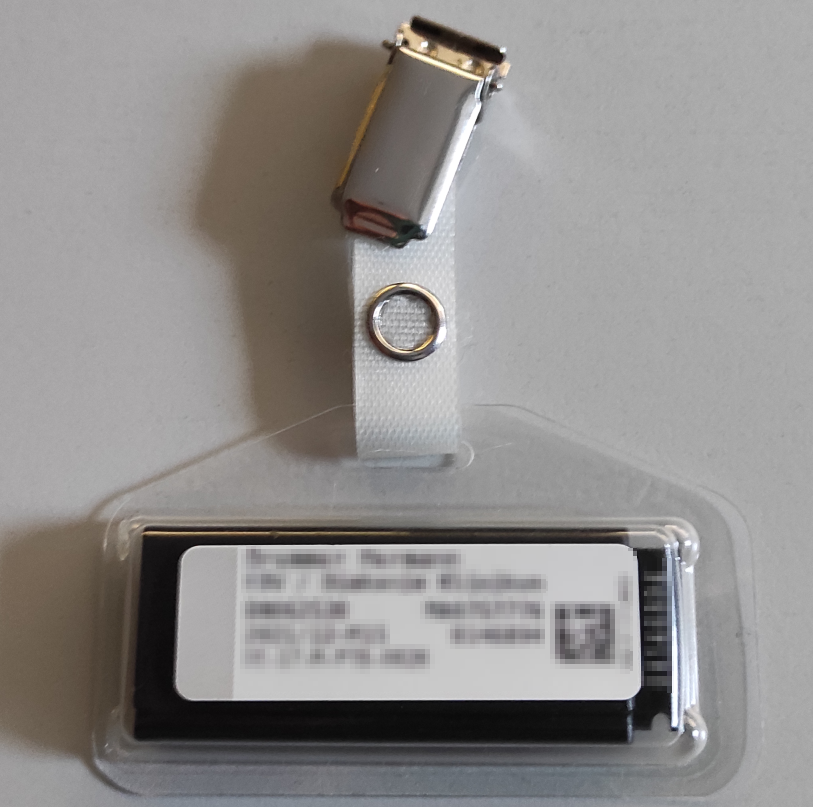
OSL-Personendosimeter

## Ablesbarkeit
Eine weitere Unterscheidung, die auch die Verwendungsart bestimmt, ist die Ablesbarkeit.
- Direkt ablesbare Geräte sind elektronische Geräte, welche auf einem Display die bisher aufgenommene Dosis seit Einschalten des Gerätes anzeigen. Sie sind manchmal auch mit Dosisleistungsmessgeräten kombiniert, da der technische Aufbau sehr ähnlich ist.
- Nicht direkt ablesbare Dosimeter können nur im Nachhinein mit speziellen Einrichtungen ausgelesen werden.

## Verwendung
Die nicht sofort ablesbaren und nicht löschbaren Dosimeter (Filmdosimeter, TLD etc.) werden als amtlich zugelassene Dosimeter zur Routineüberwachung bei beruflich strahlenexponierten Personen eingesetzt und meist monatlich ausgewertet.
Elektronische Dosimeter haben oft Vorrichtungen, um sie vor einem irrtümlichen Ausschalten zu schützen. Dies kann beispielsweise in einem zusätzlich notwendigen Stift beim Ausschalter bestehen, oder das Drücken des Ausschalters ist nur in einer bestimmten Abfolge möglich. Sie werden meist bei Strahlenschutzeinheiten, etwa Militär oder Feuerwehr, und in unkontrollierten Strahlungsbereichen eingesetzt. Daher werden sie oft auch als taktische Dosimeter bezeichnet.
Bei Notfallteams wie zum Beispiel der Feuerwehr werden neben den amtlich zugelassenen Dosimetern zusätzlich oben beschriebene Dosiswarngeräte (auch als Dosiswarner bezeichnet) getragen. Dies ist beispielsweise in Deutschland durch die Feuerwehr-Dienstvorschrift (FwDV) 500 „Einheiten im ABC-Einsatz“ geregelt. Da die amtlichen Dosimeter erst nach dem Einsatz ausgelesen werden können, wäre anderenfalls keine Warnung vor einer zu hohen Dosis im Einsatz selbst möglich. Die Dosisrichtwerte nach FwDV 500 lauten 20 mSv für Einsätze zum Schutz von Sachwerten, 100 mSv zur Abwehr von Gefahren für Menschen und zur Verhinderung einer wesentlichen Schadensausweitung und 250 mSv zur Rettung von Menschenleben. In den Dosiswarngeräten sind diese Richtwerte voreingestellt und werden dann für das jeweilige Einsatzszenario ausgewählt. Bei Erreichen des Richtwerts alarmiert das Gerät die Einsatzkraft. Das Dosiswarngerät sollte nicht mit dem ebenfalls im Strahlenschutzeinsatz benutzten Dosisleistungswarngerät verwechselt werden.
Je nach Verwendung werden Dosimeter auch verschieden getragen. Nicht ablesbare können unter einer etwaigen Schutzkleidung getragen werden. Sie sollen jene Dosis aufzeichnen, die jener des Körpers selbst möglichst nahekommt. Ablesbare Dosimeter müssen andererseits über einer etwaigen Schutzkleidung griffbereit getragen werden. Personendosimeter, die auch Alphastrahlung erfassen sollen, etwa in Einrichtungen zur Wassergewinnung (§ 95 Strahlenschutzverordnung), müssen aufgrund der geringen Eindringtiefe der Alphateilchen auf der Kleidung getragen werden.

## Detektoren zur Dosimetrie in der Qualitätssicherung in der Strahlentherapie
Vor einer Strahlentherapie muss ermittelt werden, welche Strahlendosis das Ziel im Körper bei einer bestimmten Art der Bestrahlung erreichen wird. Hierfür werden Körperphantome und spezielle Detektoren verwendet. Einige dieser Detektoren sind wasserdicht, also geeignet für Messungen der Tiefendosiskurve in einem Wasserphantom, die übrigen eignen sich nur in Verbindung mit einem Phantom aus Plastik.
Für die Dosisvorhersage anhand der Messung sind verschiedene Korrekturfaktoren und Kalibrierungen wichtig, unter anderem bezüglich Strahlungsart, Strahlungsenergie oder Detektorgeometrie.
Maßgeblich ist die Norm DIN 6800-2, siehe auch  Veröffentlichung der Internationalen Atomenergie-Organisation.